# Theodore H. Maiman
Theodore H. Maiman   (Los Angeles, 11 de juliol de 1927 - Vancouver, 5 de maig de 2007) va ser un físic nord-americà inventor del làser. El làser de Maiman va conduir al desenvolupament subsegüent de molts altres tipus de làsers. El làser va ser inaugurat amb èxit el 16 de maig de 1960. En una conferència de premsa del t de juliol de 1960 a Manhattan, Maiman i el seu ocupador, Hughes Aircraft Company, va anunciar el làser al món. A Maiman se li va concedir la patent per al seu invent, i va rebre nombrosos premis i distincions pel seu treball. Les experiències de Maiman en el desenvolupament del primer làser i els esdeveniments posteriors relacionats es descriuen en el seu llibre,The Laser Odyssey.

## Biografia
Va assistir a la Universitat de Colorado i va rebre un B.S. en enginyeria física el 1949, llavors va seguir per graduar-se a la Universitat Stanford on va rebre un M.S. pel seu treball en enginyeria elèctrica el 1951 i un Ph.D. en física el 1955. Mentre treballava en els Laboratoris de Recerca de Hughes com a cap de la secció el 1960. Va desenvolupar i va patentar el primer làser, que usava un robí rosa bombat per un llum de flaix que produïa un impuls de llum coherent, amb el qual va guanyar un reconeixement mundial.
El 1962 Maiman va fundar la seva pròpia companyia, la Corporació Korad, consagrat a la recerca, desenvolupament i fabricació de làsers. Va formar als Socis de Maiman el 1968 després de vendre Korad.
També va ser director de Corporació de Làser de Comandament i un membre de la Taula Assessora de Revista Recerca Industrial. En 1987 va ser guardonat amb el Premi Japó pel seu treball científic.
Maiman va morir el 5 de maig de 2007 en Vancouver, Columbia Britànica (Canadà) als 79 anys.